# Мориц фон Пирмонт
Мориц фон Пирмонт (на немски: Moritz, Graf von Pyrmont; Mauritius von Pyrmont; * ок. 1418; † май 1494 в Люгде) от рода на графовете на Шваленберг, е последният управляващ граф на Графство Пирмонт и командант на имперския град Любек.

## Биография
Той е син на граф Хайнрих III фон Пирмонт († ок. 1429) и втората му съпруга Хазеке фон Шпигелберг († 22 март 1465), дъщеря на граф Мориц III фон Шпигелберг († 1421) и Валбург фон Вунсторф († 1403). Майка му Хазеке фон Шпигелберг става през 1450 г. абатиса на Нойенхеерзе. Полубрат е на Хайнрих IV (V) фон Пирмонт († 1446/1460), граф на Пирмонт и на Годеке фон Пирмонт († сл. 1477), абатиса на Нойенхеерзе (1464 – 1477). Брат е на Урсула фон Пирмонт († пр. 1459), омъжена за граф Йохан II фон Шпигелберг († 1480).
В началото на постите през 1466 г. съветът на град Любек взема граф Мориц фон Пирмонт като хауптман и ритмайстер на служба на града. Веднага след пристигането му в Любек е приет в патрицианското общество. Той има успехи в борбата срещу крадците.
Мориц фон Пирмонт и съпругата му Маргарета фон Насау подаряват през 1442 г. земя на църквата „Св. Килиан“ при Люгде, а през 1484 г. Мориц подарява на църквата златен бокал и други бижута..
Той умира бездетен през май 1494 г. в Люгде и е погребан в църквата „Св. Килиан“ при Люгде. Там съпругата му Маргарета фон Насау също е погребана през 1498 г.
През 1494 г. чрез наследство графството Пирмонт отива на Шпигелбергите, а през 1668 г. на графовете фон Валдек, които през 1711 г., чрез Фридрих Антон Улрих, стават наследствени князе и се наричат „Княз фон Валдек и Пирмонт“.

## Фамилия
Мориц фон Пирмонт се жени сл. 1424 г./пр. 1462 г. за графиня Маргарета фон Насау-Байлщайн († сл. 27 декември 1498), вдовица на Йохан фон Шьонек († сл. 1424), дъщеря на граф Йохан I фон Насау-Байлщайн-Менгерскирхен († 1473) и Мехтилд фон Изенбург-Гренцау († 1436), дъщеря на Еберхард фон Изенбург-Гренцау († 1395) и Мехтилд фон Марк (†1406). Те нямат деца.